# Interkosmos 22
Interkosmos 22 (buł. Интеркосмос 22-България 1300) – bułgarsko-radziecki satelita naukowy; pierwszy bułgarski sztuczny satelita. Satelita nadal pracuje i przesyła dane naukowe, głównie o parametrach przestrzeni kosmicznej nad biegunami Ziemi.
Statek zbudowany Bułgarską Akademię Nauk z wykorzystaniem platformy Meteor (11F65), dostarczonej przez Związek Radziecki. Zawierał szereg eksperymentów fizycznych (badania plazmy, cząstek energetycznych i in.) zaprojektowanych i zbudowanych w Bułgarii.
Statek pozostaje na orbicie okołoziemskiej.
Nazwa Bułgaria 1300 pochodzi od 1300. rocznicy bułgarskiej państwowości obchodzonej w 1981 w Bułgarskiej Republice Ludowej.

## Budowa i działanie
Statek był stabilizowany trójosiowo, z osią -Z skierowaną w kierunku środka Ziemi, a osią X zgodną z wektorem prędkości. Poszycie statku, w tym paneli ogniw słonecznych, było pokryte materiałem przewodzącym, aby poprawnie wykonywać pomiary pól elektrycznych i badać plazmę z cząstek o małych energiach. Statek posiadł aktywne i pasywne środki utrzymania temperatury. Ogniwa słoneczne statku dostarczały do 2 kW energii elektrycznej. 
Statek był wyposażony w dwa rejestratory taśmowe, każdy o pojemności 60 Mb. Dane były też nadawane na częstotliwości 130 MHz, nadajnikiem o mocy 10 W.

## Wyposażenie naukowe
- Miernik dryfu jonów i analizator potencjału opóźnionego
- Sferyczna elektrostatyczna pułapka jonowa
- Cylindryczna sonda Langmuira
- Podwójna sferyczna sonda temperatury elektronów
- Trójosiowy analizator elektrostatyczny niskoenergetycznych elektronów i protonów
- Analizator energia/masa jonów
- Fotometr UV z przemiataniem długości fali
- Teleskop protonów z detektorem z ciałem stałym
- Fotometry poświaty niebieskiej
- Trójosiowy sferyczny miernik wektora pola elektrycznego
- Trójosiowy magnetometr typu fluxgate

## Personel
Do osób zaangażowanych po stronie bułgarskiej należeli:
- dr Iwan S. Kutiew z Centralnego Laboratorium Badań Kosmicznych Bułgarskiej Akademii Nauk
- A. G. Josifian, menadżer projektu z ramienia Interkosmos
- prod. Kirył Borissow Serafimov, menadżer projektu ze strony Centralnego Laboratorium Badań Kosmicznych Bułgarskiej Akademii Nauk
- dr Mitko Marinow Gogoszew z obserwatorium astronomicznego Centralnego Laboratorium Badań Kosmicznych
- dr W. M. Balebanow z Instytutu Działań Kosmicznych (IKI)